# ناپایداری جینز

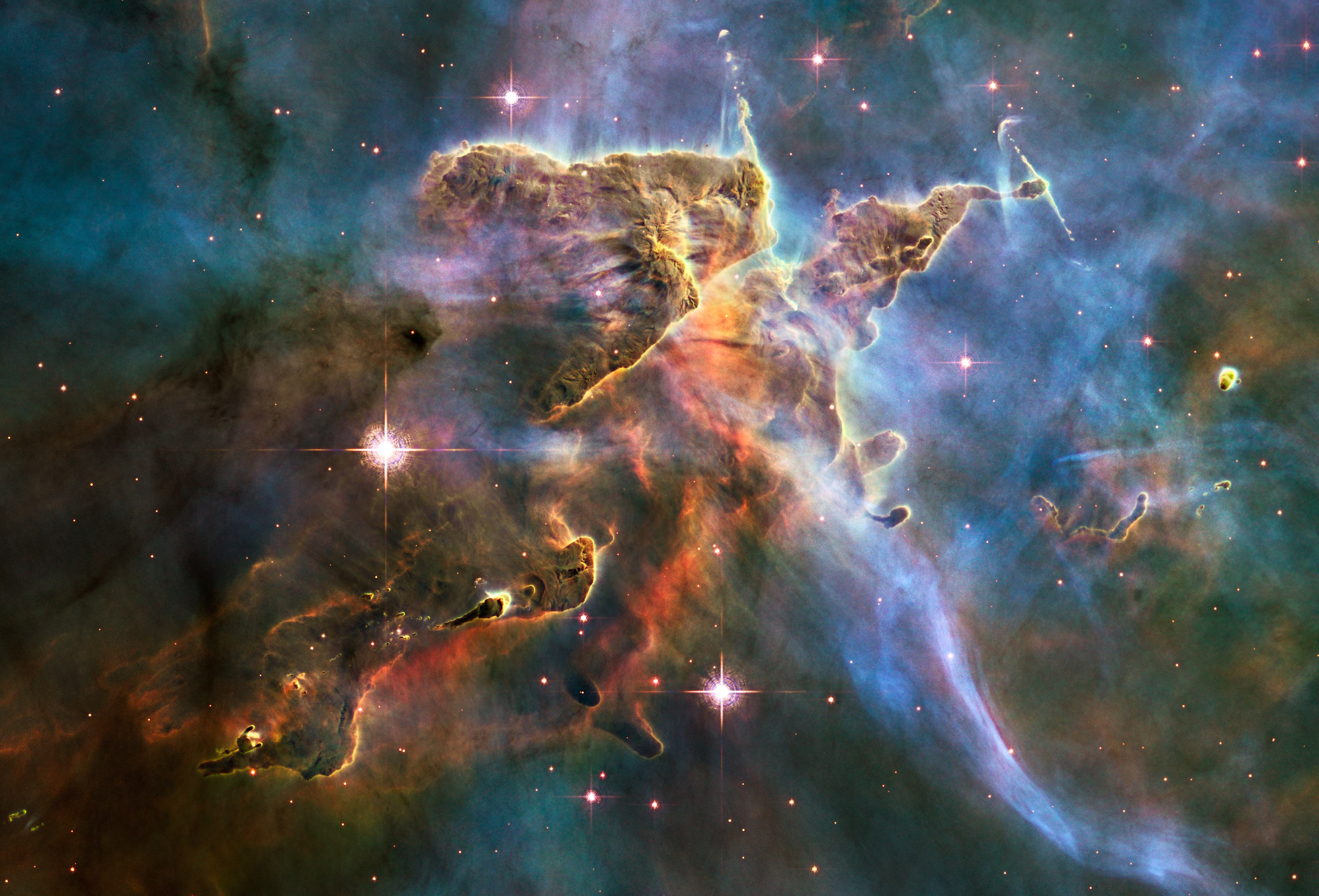
تلسکوپ فضایی هابل ناسا/ESA این ابر وزش‌انگیز از گاز و غبار سرد میان‌ستاره‌ای را که از یک مهدکودک ستاره‌ای طوفانی واقع در سحابی کارینا، در فاصله 7500 سال نوری در صورت فلکی جنوبی کارینا برمی‌خیزد، ثبت کرد. این ستون غبار و گاز به عنوان یک انکوباتور برای ستارگان جدید عمل می کند و سرشار از فعالیت های ستاره سازی جدید است. ستارگان داغ و جوان با فرستادن بادهای ستاره ای غلیظ و تشعشعات سوزان فرابنفش، ابرها را به این منظره خیالی تبدیل می کنند. مناطق با چگالی کم سحابی خرد می شوند در حالی که قسمت های متراکم تر در برابر فرسایش مقاومت می کنند و به صورت ستون های ضخیم باقی می مانند. در تاریکی و فضای داخلی سرد این ستون ها، ستاره های جدید به شکل گیری ادامه می دهند. در فرآیند تشکیل ستاره، یک دیسک در اطراف ستاره اولیه به آرامی روی سطح ستاره جمع می شود. بخشی از مواد در امتداد جت های عمود بر دیسک برافزایش خارج می شود. سرعت جت ها چند صد مایل در ثانیه است. همانطور که این جت ها به سحابی اطراف شخم می زنند، تکه های کوچک و درخشانی از سحابی ایجاد می کنند که اجسام Herbig-Haro (HH) نامیده می شوند. جریان های بلند گاز را می توان دید که در جهت مخالف از روی پایه در سمت راست بالای تصویر عکس می گیرند. یک جفت جت دیگر در قله ای در نزدیکی مرکز بالای تصویر قابل مشاهده است. این جت ها (به ترتیب با نام های HH 901 و HH 902 شناخته می شوند) نشانه های رایج تولد ستارگان جدید هستند. این تصویر بیستمین سالگرد پرتاب هابل و استقرار آن در مداری به دور زمین را جشن می گیرد. دوربین میدان گسترده هابل 3 ستون را در 1-2 فوریه 2010 مشاهده کرد. رنگ‌های موجود در این تصویر ترکیبی با درخشش اکسیژن (آبی)، هیدروژن و نیتروژن (سبز) و گوگرد (قرمز) مطابقت دارند.

در اخترفیزیک، ناپایداری جینز سبب رمبش ابرهای گازی میان‌ستاره‌ای و متعاقب آن شکل‌گیری ستاره‌ها می‌شود. نام آن برگرفته از نام جیمز جینز است. این اتفاق زمانی رخ می‌دهد که فشار درونی گاز توان کافی برای جلوگیری از رمبش گرانشی ناحیه پر از ماده را ندارد. ابر گازی برای پایدار بودن باید در تعادل هیدرواستاتیک باشد که در مورد یک ابر کروی به این صورت بیان می‌شود:
{\displaystyle {\frac {dp}{dr}}=-{\frac {G\rho (r)M_{\text{enc}}(r)}{r^{2}}}}
که {\textstyle M_{\text{enc}}(r)} جرم دربرگرفته‌شده، {\textstyle p} فشار، {\textstyle \rho (r)} چگالی گاز (در شعاع {\textstyle r})، {\textstyle G} ثابت گرانشی و {\textstyle r} شعاع است. اگر اغتشاشات کوچک دفع شوند تعادل پایدار و چنانچه تقویت شوند، ناپایدار است. به صورت کلی اگر ابر در یک دمای خاص جرم زیادی داشته باشد یا در یک جرم خاص بسیار سرد باشد، ناپایدار است؛ تحت این شرایط فشار گاز نمی‌تواند بر گرانش غلبه کند و ابر رمبش می‌کند.